# Río Gallegos
Río Gallegos är provinshuvudstad i den argentinska provinsen Santa Cruz i södra Patagonien. Staden hade en befolkning på 79 000 invånare enligt folkräkningen 2001 men befolkningen uppskattas till över 100 000 invånare 2009. Rio Gallegos är en viktig kommersiell knutpunkt för den vidsträckta och glest befolkade Santa Cruz-provinsen. Staden ligger vid Gallegosfloden, nära utloppet i atlanten och bara 65 km norr om Magellans sund som skiljer Sydamerika från Eldslandet.

## Stadsvapen
Stadsvapnet skapades av Jorge Rodríguez Nelli under mottot fred, enighet och framsteg. Skölden symboliserar framsteg, och har utformats i spansk stil för att påminna om moderlandet Spanien. Skölden har två fält, ett azurfärgat fält som pryds med fyra silverstjärnor som bildar Södra korset. Den azurfärgade delen symboliserar sanningen, lojaiteten, rättvisan och skönheten. På det blå fältet finns i silver avbildat skeppen Villarino som förde kvarlevorna av nationalhjälten José de San Martín från Frankrike till Argentina. Skölden pryds av en uppgående sol. Vapnet är officiellt sedan 1970 och används på alla officiella dokument.

## Klimat och geografi

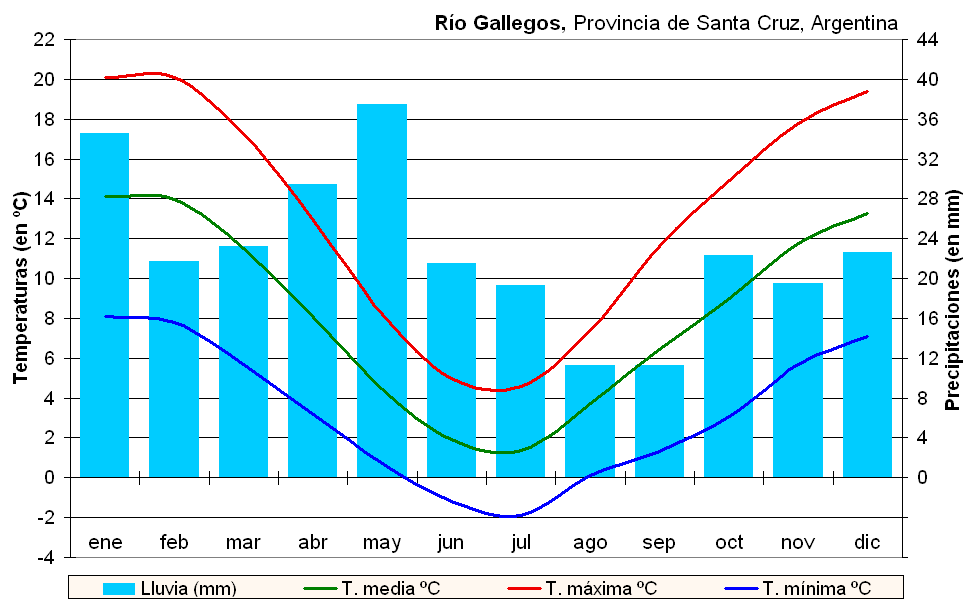
Klimatdiagram för Río Gallegos.

Río Gallegos är beläget i det sydöstra hörnet av det Sydamerikanska fastlandet i provinsen Santa Cruz som är den sydligaste argentinska fastlandsprovinsen. Provinsen är Argentinas näst största provins med en yta på över 240 000 kvadratkilometer (något större än Storbritannien) men med en befolkning på under 200 000 enligt 2001 års folkräkning. Río Gallegos ligger vid Gallegosfloden västra bank, nära utloppet i Atlanten. Staden är provinsens största befolkningcentum, och befolkningen uppskattas i dag till över 100 000. 
Río Gallegos är beläget 320 kilometer från El Calafate i nordväst som är en viktig utgångs punkt för besökare till bland annat Los Glaciares nationalpark och andra nationalparker i Anderna. Staden ligger 600 km söder om närmaste större stad, Comodoro Rivadavia. Río Gallegos ligger omkring 2600 km söder om Argentinas huvudstad Buenos Aires.
Staden har ett svalt klimat, de varmaste månaderna är januari och februari då temperaturen når över 20 grader och dygnsmedeltemperaturen stiger till 14 grader. De kallaste månaderna är maj till augusti då temperaturen sjunker under fryspunkten.

## Historia och stadsbild
Staden grundades 1885 och är döpt efter Blasco Gallegos som deltog i Ferdinand Magellans expedition och tillskrivs upptäckten av Gallegosfloden. Men det var först under 1910- och 20-talen som staden började expandera till följd av förbättrade villkor för farmare vilket ledde till en invandring från Chile och de brittiska Falklandsöarna och de växande fårfarmerna förvandlade staden till Patagoniens viktigaste hamnstad. Hamnen är fortfarande betydande, och från staden exporteras bland annat petroleum och kol. Rio Gallegos rymmer Argentinas största flygbas. Under Falklandskriget användes basen som utgångspunkt för argentinska plan som deltog i kriget.
Dagens Rio Gallegos är i huvudsakligen skapat under efterkrigstiden snabba expansion som följde av exploateringen av råvaror kring staden. 1947 hade departement Güer Aike som domineras av staden en befolkning på under 10 000, 2001 var befolkningen över 90 000 (varav 79 000 i staden).
| Befolkning | 445 | 3.274   | 9.537   | 21.228  | 37.624 | 56.114 | 79.032 | 92.878 |
| Förändring | -   | +635,7% | +191,3% | +122,6% | +77,2% | +49,1% | +40,8% | +17,5% |

Argentinas forna president Néstor Kirchner kommer från Rio Gallegos och var borgmästare från 1987 till 1991 då han valdes till provinsens guvernör. Han omvaldes två gånger och behöll guvernösposten till 2003 då han bestämde sig för att kandidera till posten som Argentinas president vilket han också valdes till.  Argentinas nuvarande president, Cristina Fernández de Kirchner, som är gift med Néstor Kirchner bodde i staden från 1975 fram tills att Néstor Kirchner valdes till president.
Bland byggnaderna i staden finns Club Británico, en restaurang och biljardklubb, som grundades av en skotsk farmare i början av 1900-talet. Klubben omnämns i Bruce Chatwins bok om Patagonien.

## Kommunikationer
Río Gallegos har buss och flygförbindelser med resten av Argentina. Flygplatsen, Aeropuerto Internacional de Río Gallegos, har dagliga avgångar till Buenos Aires och Comodoro Rivadavia, samt till Rio Grande och Ushuaia på Eldslandet. Med buss tar det fyra timmar till El Calafate, 12 timmar från Comodoro Rivadavia och 36 timmar från Buenos Aires. Det finns även bussförbindelser söderut till Eldslandet via Chile och Magellans sund. Det tar 16 timmar med buss till Rio Grande och 20 timmar till Ushuaia. Efter att den nya flygplatsen byggdes i El Calafate, som reducerade restiden från Ushuaia till de populära besöksmålen i västra delen av Santa Cruz från 2 dygn till några timmar, har antalet besökare till staden minskat.
En gång per månad mellanlandar flyget, mellan Mount Pleasant på Falklandsöarna och Punta Arenas i Chile, på Río Gallegos flygplats.

## Bilder

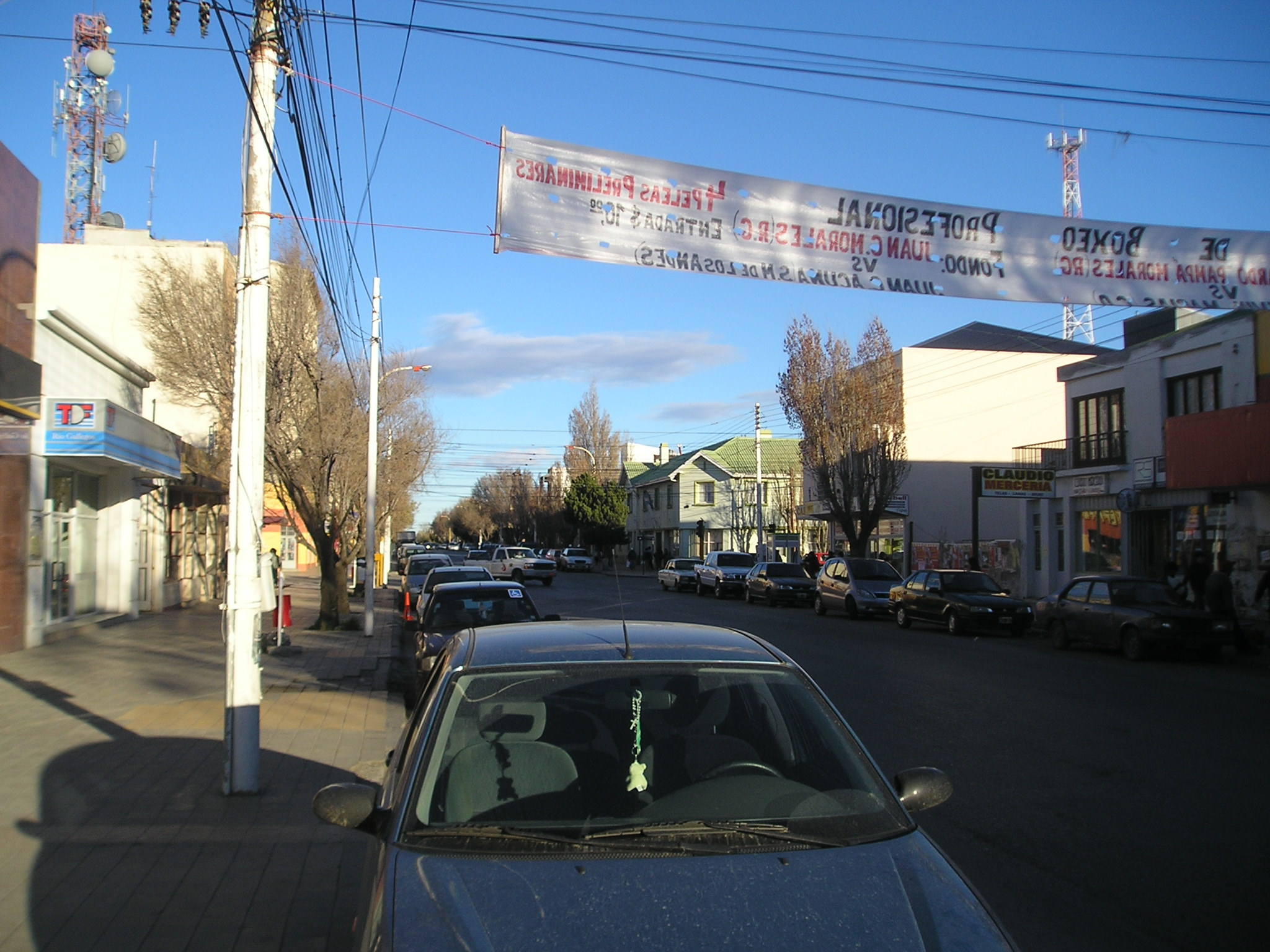
Huvudgatan, Avenida Roca.
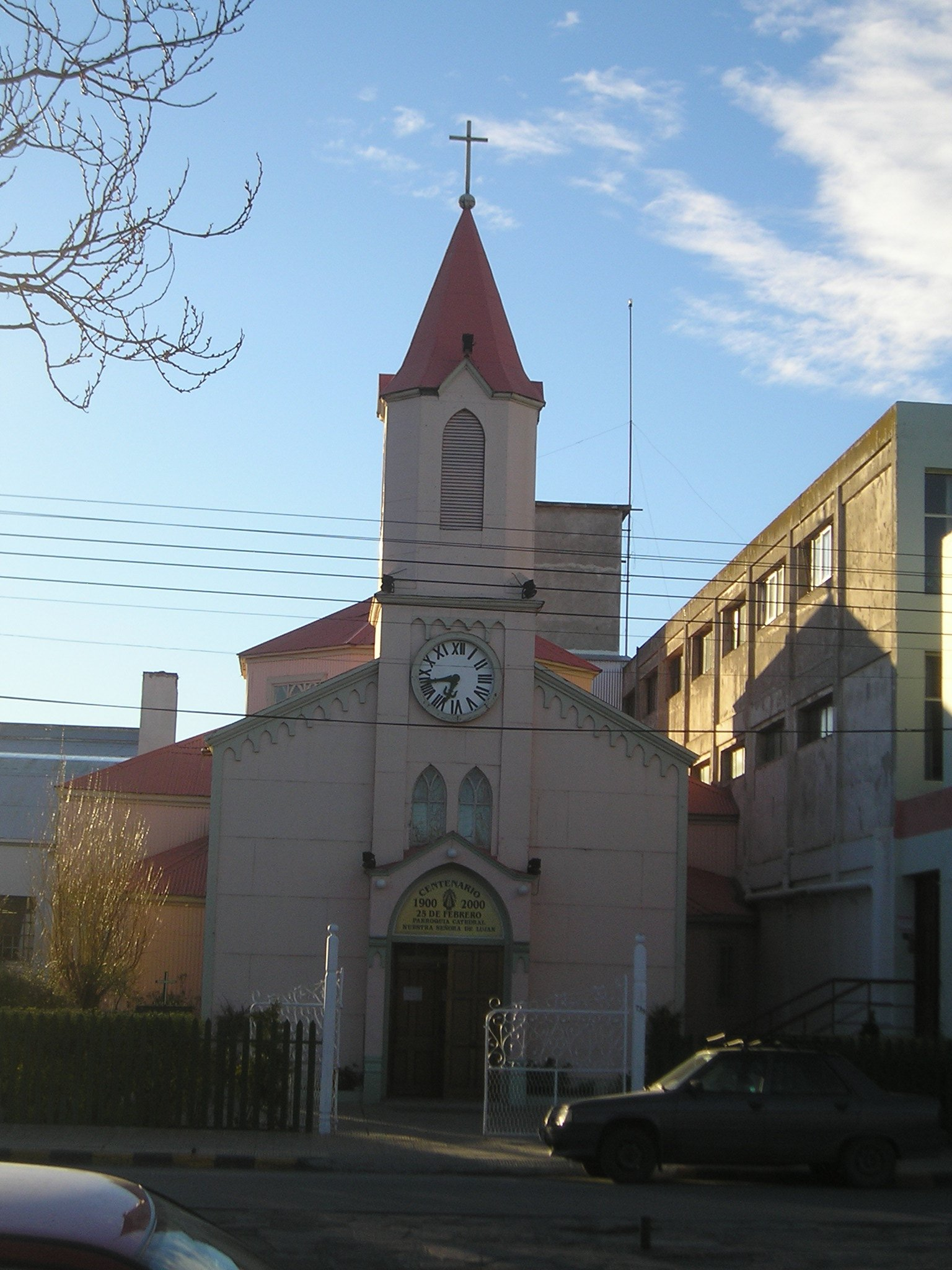
Rio Gallegos katedral.
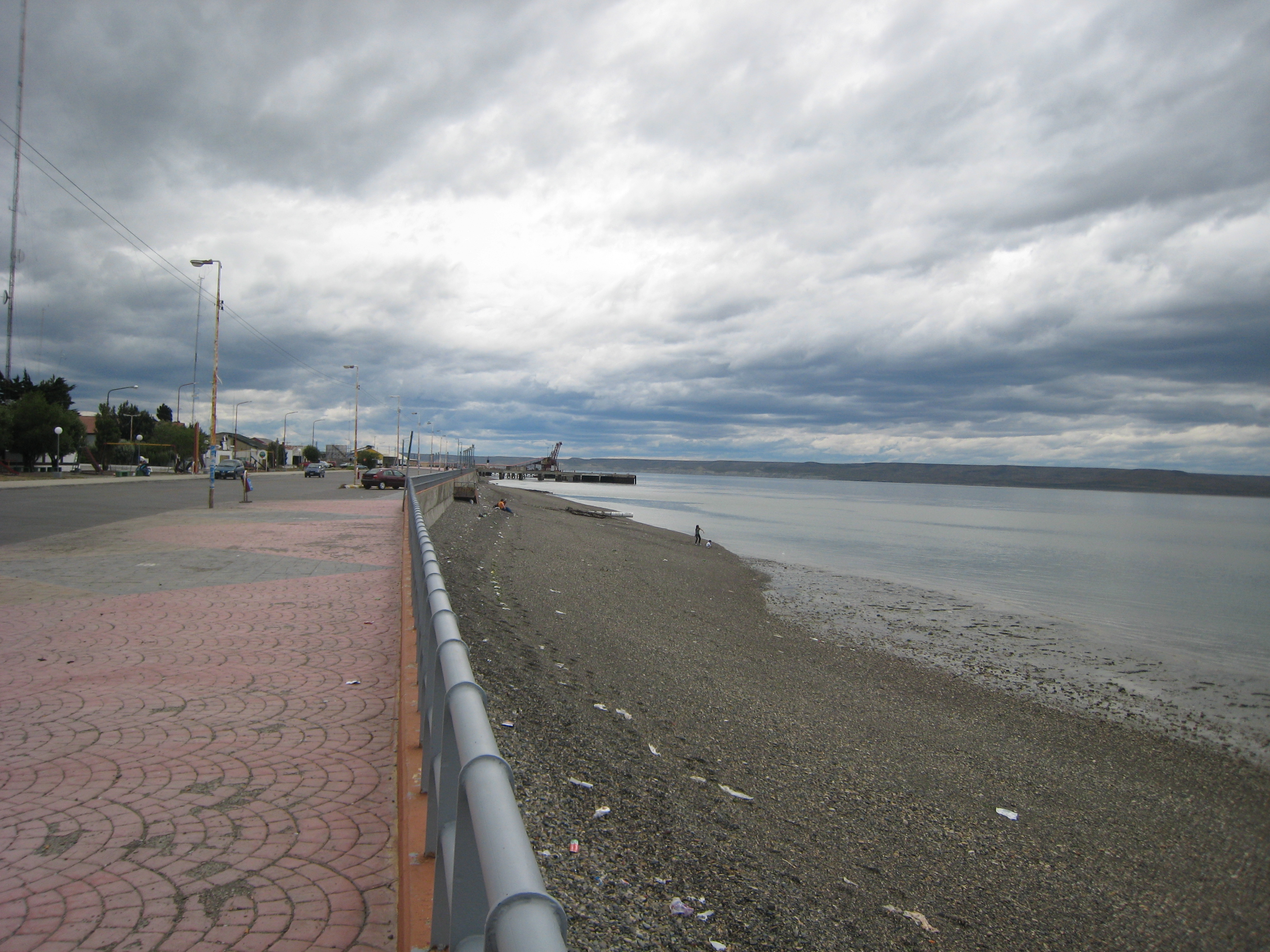
Strandpromenaden i Rio Gallegos.